# Gerardo Yecerotte
Gerardo César Yecerotte Soruco (San Ramón de la Nueva Orán, 28 agosto 1988) è un calciatore boliviano, di ruolo attaccante del Bolívar.